# ميلان أنجيلكوفيتش
ميلان أنجيلكوفيتش (بالسلوفينية: Milan Anđelkovič)‏ هو لاعب كرة قدم سلوفيني في مركز الدفاع، ولد في 1 سبتمبر 1981 في ليوبليانا في سلوفينيا. لعب مع نادي أولمبيا ليوبليانا ونادي تريستينا ونادي تساليه.

## وصلات خارجية
- ميلان أنجيلكوفيتش على موقع قاعدة بيانات كرة القدم.إي يو (الإنجليزية)
- ميلان أنجيلكوفيتش على موقع Soccerway.com (الإنجليزية)
- ميلان أنجيلكوفيتش على موقع عالم كرة القدم.نت (الإنجليزية)